# Rhys Norrington-Davies
Rhys Norrington-Davies (Riad, 22 de abril de 1999) es un futbolista saudita, nacionalizado británico, que juega en la demarcación de centrocampista para el Sheffield United F. C. de la EFL Championship.

## Selección nacional
Tras jugar con la selección de fútbol sub-19 de Gales y la sub-21, finalmente debutó con la selección absoluta el 14 de octubre de 2020. Lo hizo en un partido de la Liga de Naciones de la UEFA 2020-21 contra Bulgaria que finalizó con un resultado de 0-1 a favor del combinado galés tras el gol de Jonny Williams.

## Clubes
| Club                       | País       | Año       | Partidos | Goles |
| -------------------------- | ---------- | --------- | -------- | ----- |
| Sheffield United F. C.     | Inglaterra | 2018      | 0        | 0     |
| Barrow A. F. C. (cedido)   | Inglaterra | 2018-2019 | 29       | 0     |
| Rochdale A. F. C. (cedido) | Inglaterra | 2019-2020 | 34       | 1     |
| Luton Town F. C. (cedido)  | Inglaterra | 2020-2021 | 22       | 0     |
| Stoke City F. C. (cedido)  | Inglaterra | 2021      | 20       | 1     |
| Sheffield United F. C.     | Inglaterra | 2021-     | 65       | 0     |